# Alegría (Cirque du Soleil)

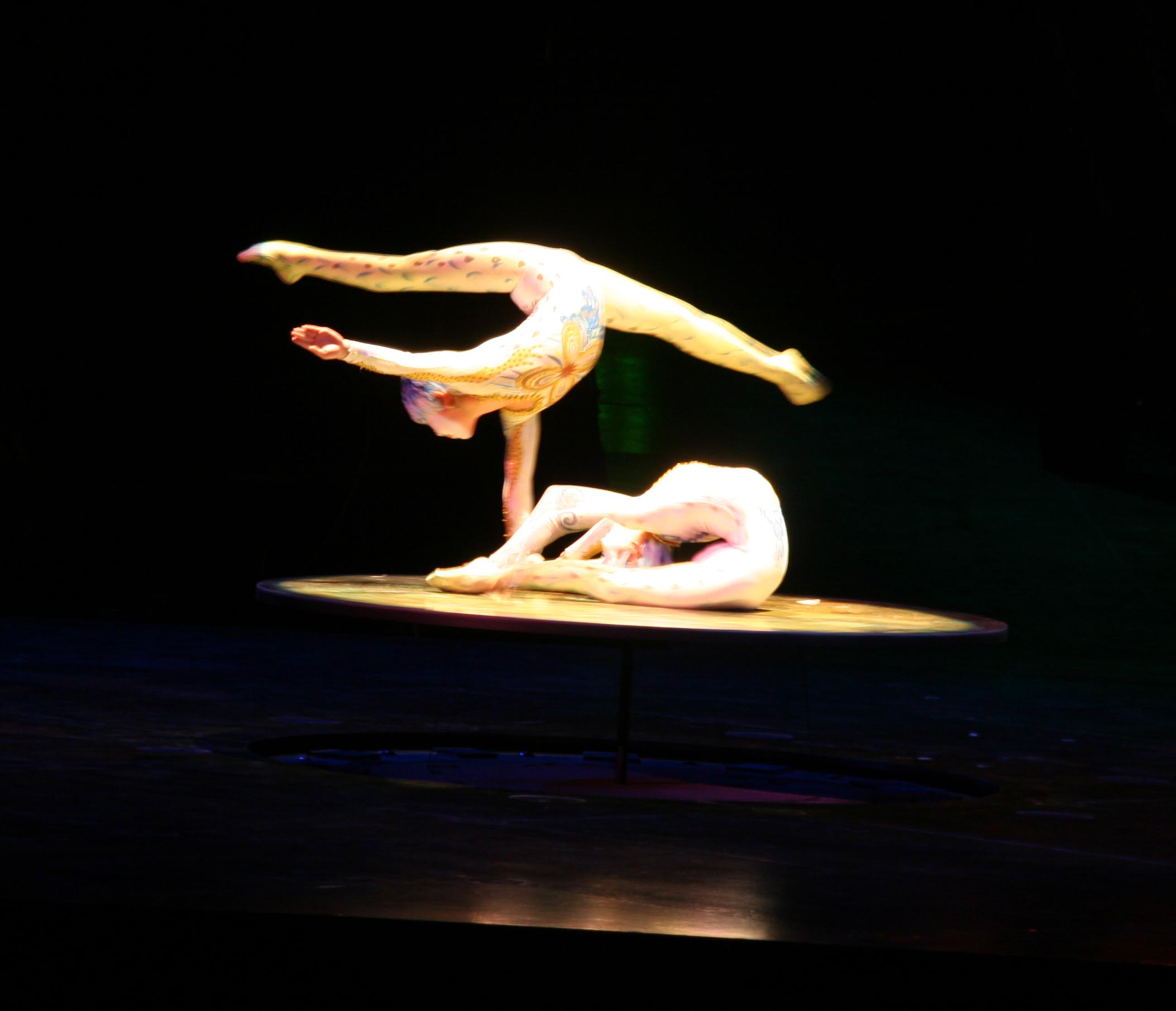
Cena do espetáculo Alegría em Londres

Alegría é um espetáculo da companhia circense canadense Cirque du Soleil. Estreou em abril de 1994, data de aniversário de 10 anos da companhia.
Alegría é uma das produções mais populares do Cirque du Soleil e já passou por importantes cidades, como Nova Iorque, Londres, Paris, Sydney, Tóquio, São Paulo , Rio de Janeiro e Porto Alegre. Fala de esperança e perseverança. O tema principal em Alegría é o mau uso do poder político, seja ele de reis, tiranos ou ditadores. O espetáculo foi feito para nos inspirar a sermos indivíduos melhores e capazes de trabalhar em conjunto com nossos companheiros de jornada. É um relance dos horrores de nosso passado e das grandes possibilidades do nosso futuro. Teve sua última apresentação no dia 29 de dezembro de 2013 na cidade de Antuérpia, Bélgica.
Em 2019, amado por fãs de todo o mundo, o icônico Alegría é reinterpretado em uma versão renovada para compartilhar sua história atemporal mais uma vez. "Alegria in a new light" tem sua estreia na grande tenda em 18 de Abril de 2019, em Montreal, Quebec.

## Enredo
Alegría trata-se da história de um reino distante em decadência onde não há um rei. Nesta ausência de um monarca, inicia-se uma grande luta pelo poder de tal reino. Todos os personagens envolvidos na história querem este poder, independente de como ou onde estejam para trazer uma nova prosperidade ao reino.
Junto a decadência e a falta de um rei, entra em jogo também uma crise entre o que seria mais interessante para o futuro do reino, o novo ou o velho, a clareza ou a sutileza nos atos, as mudanças ou o conservadorismo. 
Há também na história momentos que tem uma trama própria, e que assim vão formando um enredo principal à história. Há então perseguições, lutas, certas seduções, etc.

## Personagens
- A Cantora Branca - A Cantora Branca é como que uma contadora de histórias, que transforma o ambiente a sua volta em belas e singulares canções, contando tudo - da felicidade explosiva à melancolia infeliz. Interpretada no Brasil por Nancy Arnaud e Malika Alaoui Ismali. Originalmente interpretada por Francesca Gagnon (no tour de 1994 a 1995 e depois mais tarde no tour de 2001 a 2002), a mesma voz dos CD's do show e do DVD gravado em Sydney (2001). Francesca também participa do especial Midnight Sun (2004) com a mesma personagem.
- A Cantora Preta - A Cantora Preta seria o alter-ego da Cantora Branca - ela é discreta, secreta e fechada. Seu vestido preto, idêntico ao da cantora branca, a não ser pela cor, esconde muitos mistérios. Originalmente interpretada por Isabelle Corradi, que também foi a Cantora Branca durante a tour dos anos 90 e início dos 2000, sua voz pode ser ouvida através do raro CD "Alegria Live at Fairfax (1995)". Isabelle também participou de outros dois shows do Cirque como cantora: Saltimbanco e Varekai, sendo o último sua mais longa estadia em uma produção (+ 10 anos). No DVD gravado em Sydney (2001) a Cantora Preta é interpretada por Ève Montpetit (entre 2001 e 2002) e mais tarde também se tornaria Cantora Branca (entre 2004 e 2005).
- Os Velhos Pássaros Nostálgicos - São observadores das mudanças e metamorfoses do tempo, ainda como se fossem jovens, belos e poderosos- assim como aristocratas. Sempre apreciam admirar seus próprios reflexos em molduras sem espelhos.
- Fleur - Na abstinência de um rei, os velhos pássaros só têm um líder para recorrer: Fleur. Muitas coisas podem ser esperadas de Fleur, um travesso bobo de vermelho que fica presente em todo o espetáculo. Pensa ele ser o rei, porém pode ainda estar longe disto. Ele é como se fosse seu guia para o mundo mágico do Alegría, mas é nervoso e às vezes pode ser perigoso.
- Tamir - Tamir é um mago bastante prestativo, sempre presente em momentos importantes da história. Aparece quando precisam dele e desaparece rapidamente, após cumprir as missões que lhe são dadas por quem for.
- Pequeno Tamir - Trata-se da versão infantil de Tamir.
- Palhaços - Estes são observadores das transformações do tempo, porém também comentam em seus atos a sociedade do reino de Alegría.São verdadeiros visionários e filósofos, que tornam o reino um circo com suas ações.
- As Ninfas - Exuberantes ninfas que encantam com sua beleza quem as vê em seus breves andares pelo palco.Mas sua marca e lembrança não é facilmete esquecida.
- Bronx - Bronx é um grupo de jovens que rapidamente correm pelo palco. São jovens e belos - ao contrário dos Velhos Pássaros Nostálgicos. Conhecidos popularmente como "The Angels of Alegría", em português, "Os Anjos de Alegría".
- Anjo Negro - É uma misteriosa figura de roupas escuras, usa um chapéu de aba larga, anda de muletas e pernas-de-pau, aparece apenas durante o ato do Contorcionismo, representando o oposto da juventude, da flexibilidade e da luz que o reino de Alegría possui.

## Atos
- Opening
- Sychorized Trapeze
- Power Track
- Fire-Knife Dance
- Juggling
- Manipulation
- SnowStorm

Intervalo
- Flying Man
- Russian Bars
- Handbalancing
- Cyr Wheel
- Contortion
- Aerial HighBar
- Closing

## Trilha sonora
A trilha sonora de Alegría foi produzida por Robbi Finkel, com arranjos de René Dupéré e Finkel. A trilha foi produzida pela Cirque du Soleil Music INC. O CD contém as seguintes músicas:
Edição de 1995 e 2001
1. Alegría (Finale)
2. Vai Vedrai (Synchro Trapeze)
3. Kalandéro (Juggling)
4. Querer (Setup for HighBar)
5. Irna (Power Track)
6. Taruka (Cortotion)
7. Jeux D'Enfants (Interlude After Trapeze)
8. Mirko (Show Opening)
9. Icare (High Bar)
10. Ibis (Aerial Cube/Flying Man)
11. Valsapena (Power Track)
12. Nocturne (Snowstorm)

### Cerceaux(Manipulation)*
1. Malioumba(Flying Man)*

- Estende CD

Ao Vivo em Fairfax
- CD 1

1. Milonga
2. Ouverture
3. Mirko
4. Prelude to Vai Vedrai
5. Vai Vedrai
6. Jeux D'enfants 1
7. Jeux D'enfants 2
8. Fast Track 1
9. Fast Track 2
10. Fast Track 3
11. Fast Track 4
12. Oiseaux Sur La Corde
13. La Perche 1
14. La Perche 2
15. Homme Fort
16. Cerceaux
17. La Têmpete
18. Le Feu

- CD 2

1. Le Bal
2. The Letter
3. Prelude to Ibis
4. Ibis
5. Barres Russes
6. Bardak 1
7. Bardak 2
8. Prelude To Contortion
9. Contortion
10. Montage du Filet
11. Prelude to Grands Volants
12. Grands Volants
13. Alegría

## Criadores
- Guy Laliberté - Fundador e Chefe Executivo do Cirque du Soleil
- Franco Dragone - Diretor
- Gilles Ste-Croix - Diretor de Criação
- Dominique Lemieux - Estilista
- René Dupéré - Compositor
- Michel Crête - Cenarista
- Luc Lafortune - Iluminador
- Debra Brown - Coreógrafa
- Guy Desrochers - Engenheiro de Som

## Retorno
- Recentemente o Cirque du Soleil anunciou o retorno de Alegria para a Big Top (grande tenda) aos palcos. A previsão de estréia é para Abril de 2019